# Atmosferische elektriciteit

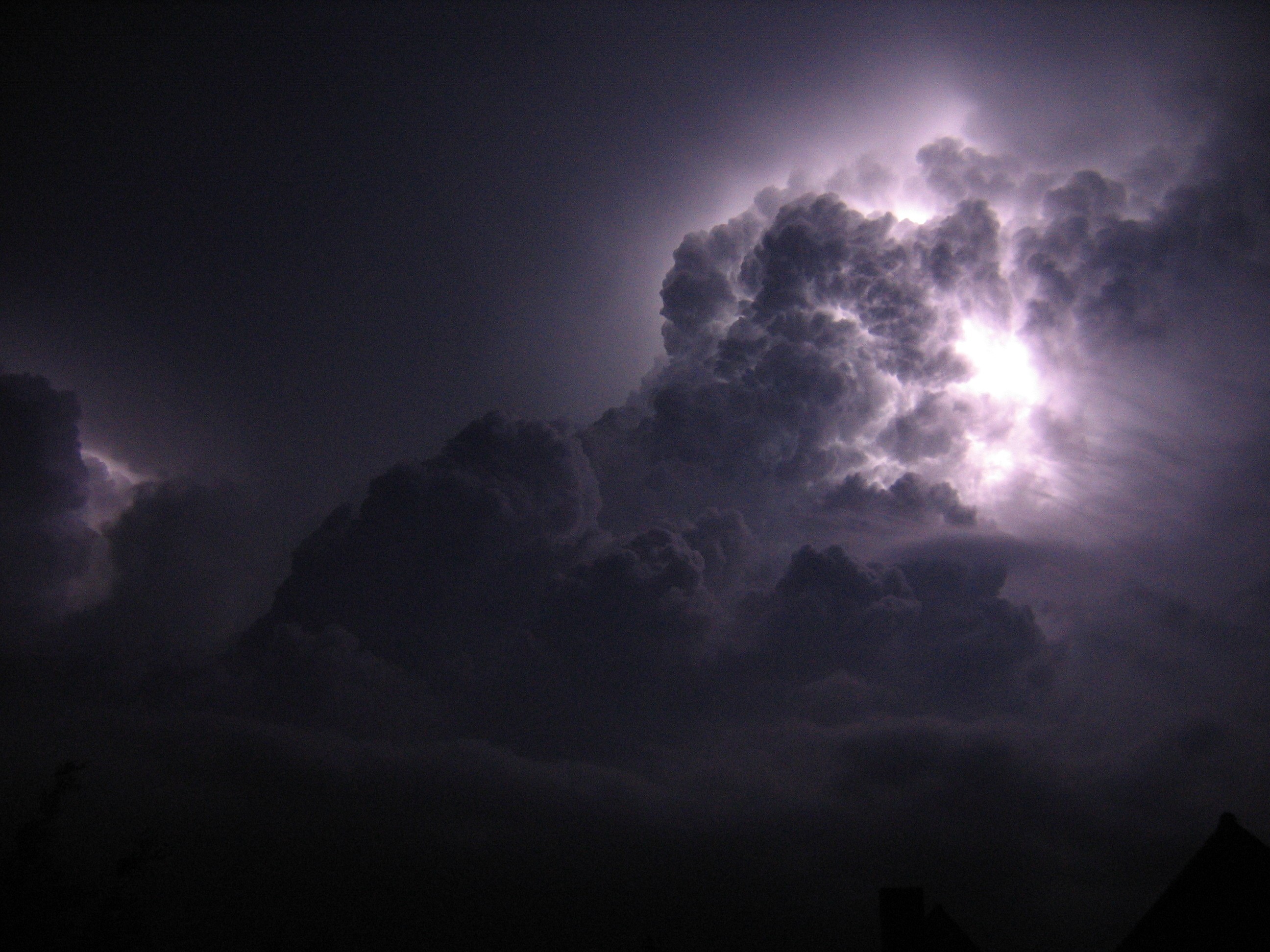
Onweer boven de Cevennen.

Luchtelektriciteit of atmosferische elektriciteit is de elektrische activiteit in de onderste lagen van de aardatmosfeer, maar ook wel de atmosfeer van andere planeten. De ionosfeer en magnetosfeer worden veelal apart bestudeerd, maar zijn ook onderdeel van het global electrical circuit (GEC). Dat de atmosfeer elektrisch geleidend is, is mogelijk doordat de luchtlagen geïoniseerd zijn. De elektrische lading ontstaat waarschijnlijk vooral door onweer.

## Mooi weer

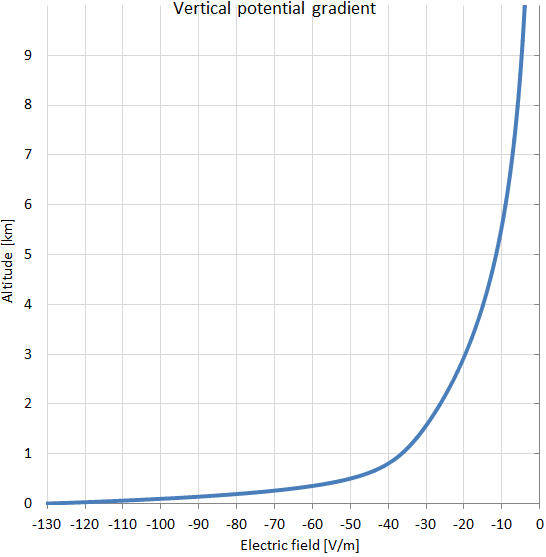
Het potentiaalverschil per hoogtemeter is dicht bij de aarde veel hoger dan op grote hoogte.

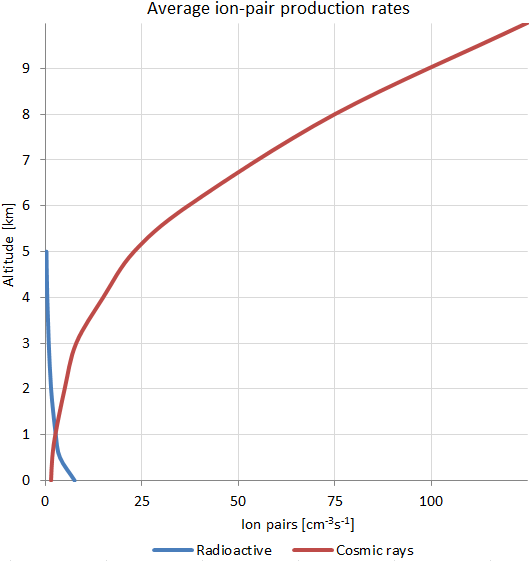
Tot ongeveer een kilometer hoogte domineert de ionisatie door aardse radioactiviteit, daarboven is het vooral kosmische straling.

De elektrische geleidbaarheid van de atmosfeer wordt door ioniserende straling opgewekt. Deze bestaat vooral uit achtergrondstraling. Het effect hiervan wordt vooral door de kosmische straling bepaald en in mindere mate door natuurlijke radioactiviteit, maar voor een klein deel ook door de mens veroorzaakte radioactiviteit. De kosmische straling ioniseert vooral de ionosfeer, maar ook de luchtlagen daaronder. Ionisatie treedt op grotere hoogte vooral door kosmische straling op, maar in de onderste luchtlagen vooral door radioactiviteit. Ionisatie treedt ook tijdens bliksem en het sint-elmsvuur op en dan wel in een dusdanige mate dat er sprake is van een plasma. Er zijn in de atmosfeer zowel positieve als negatieve ionen, maar er blijkt tijdens normale omstandigheden, bij mooi weer, een overschot aan positieve ionen te zijn, zodat de atmosfeer dan een positieve lading heeft ten opzichte van het aardoppervlak.
Met de hoogte neemt ook de elektrische geleidbaarheid toe, wat verschillende oorzaken heeft. Dit komt vooral doordat de mobiliteit van de ionen toeneemt naarmate de luchtdichtheid afneemt. Daarnaast verlaagt de aanwezigheid van veel grote aerosolen de geleidbaarheid in de luchtlagen bij het aardoppervlak. Als laatste neemt het effect van ionisatie door kosmische straling toe op grotere hoogte.
Met het toenemen van het aantal ionen en daarmee van de elektrische geleidbaarheid neemt de elektrische weerstand af. Daarmee neemt ook het verticale potentiaalverschil met de hoogte af. Van de gemiddeld 130 volt per meter hoogteverschil boven de oceanen op zeeniveau is op 10 kilometer hoogte nog slechts enkele volts per meter over. Een maximale spanning van zo’n 300.000 volt wordt bereikt op een hoogte van 30 tot 50 kilometer, de elektrosfeer. Het potentiaalverschil varieert aanmerkelijk met de locatie, tijd en weersomstandigheden.
De positieve lading van de atmosfeer ontlaadt zich continu naar de aarde in wat wel de mooiweerstroom wordt genoemd. De mooiweerstroom heeft een stroomsterkte van zo’n 1400 ampère. Deze lekstroom zou de atmosfeer binnen een half uur ontladen als onweersbuien niet als generator zouden werken.

## Onweer
In een onweersbui wijkt de elektrische lading af van de positieve lading die er heerst tijdens mooi weer. In de wolk kan een ladingscheiding optreden waarbij de bovenkant een positieve lading verkrijgt, terwijl de onderzijde een negatieve lading heeft. Helemaal aan de onderzijde van de bui bevindt zich dan weer een klein positief geladen deel. Dit maakt dat er een aan de mooiweerstroom tegengestelde ladingtoevoer optreedt. Dit bestaat voor het grootste deel uit puntontladingen (corona) waarbij een ladingtransport optreedt zonder dat er een bliksemkanaal wordt gevormd en daarnaast uit bliksem. Neerslag heeft dan juist weer een ladingtoevoer gelijk aan die van de mooiweerstroom.

### Ladingtransporten
De ladingstransporten richting aarde zijn:
- mooiweerstroom: +90 coulomb/km2/jaar;
- neerslag: +30 coulomb/km2/jaar;
- bliksem: −20 coulomb/km2/jaar;
- puntontladingen: −100 coulomb/km2/jaar.

Andere bronnen van lading in de atmosfeer kunnen een biogene herkomst hebben, zoals de gezamenlijke lading van zwermen van insecten en vogels, en kunnen tot lokale variaties in potentiaalgradiënten leiden. 

## Variatie

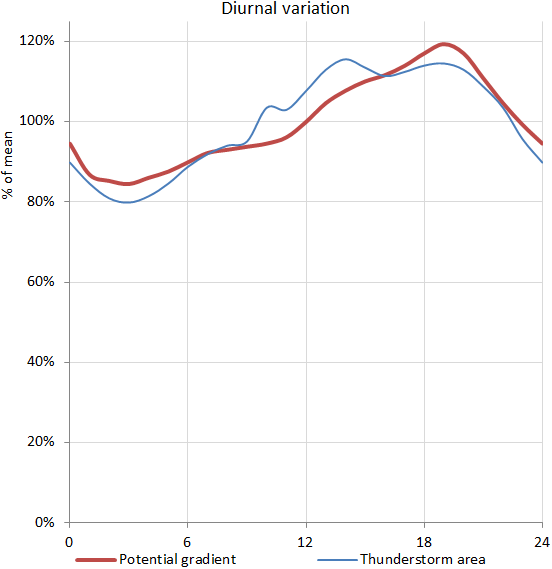
De dagelijkse gang van onweer en van het potentiaalverschil boven de oceanen

In het potentiaalverschil is een dagelijkse gang waar te nemen van zo’n 20% rond het gemiddelde, met een maximum in de namiddag en een minimum in de nacht. De breedtegraad is hier niet van invloed en ook de jaarlijkse gang is beperkt.
Boven land is dit anders. Hier is een jaarlijkse gang met een maximum in de winter en een minimum in de zomer, terwijl ook de dagelijkse gang groter is en de breedtegraad wel van invloed is. Daarnaast zijn er plaatselijk nog grote verschillen waar te nemen.
In gebieden met vergelijkbare omstandigheden zal het equipotentiaalvlak vrijwel parallel aan het aardoppervlak lopen. Lokaal kan deze bij verhogingen echter hoger liggen, zodat de veldsterkte ter plaatse ook hoger is.